# إكسباسي
إكسباسي (بالإنجليزية: ExPASy)‏ هي بوابة موارد للمعلوماتية الحيوية يديرها المعهد السويسري للمعلوماتية الحيوية (SIB) وعلى وجه الخصوص فريق (sib) يدير هذا المعهد. البوابة توسعية وتكاملية ومتاحة الوصول إلى العديد من المصادر العلمية وقواعد البيانات وأدوات البرمجة في مجالات مختلفة من علوم الحياة. يمكن للعلماء الوصول إلى مجموعة واسعة من الموارد في العديد من المجالات المختلفة مثل البروتيوميات وعلم الجينوم وعلم الوراثة العرقي والتطور وعلم أحياء الأنظمة والوراثيات السكانية والالترنسكربيتوم... الخ.
يتم استضافة الموارد الفردية (قواعد البيانات، وأدوات على شبكة الإنترنت وتنزيل البرمجيات) بطريقة لا مركزية من قبل مجموعات مختلفة من المعهد السويسري SIB للمعلوماتية الحيوية والمؤسسات الشريكة. وعلى وجه التحديد، بوابة إلكترونية واحدة توفر نقطة دخول مشتركة لمجموعة واسعة من الموارد المتقدمة وتشغيلها من قبل العديد من المجموعات المختلفة SIB والمؤسسات الخارجية. ميزات البوابة وظيفة البحث عبر موارد المحدد. داخليا، يتم مراقبة مدى توافر واستخدام الموارد. وتهدف البوابة لكل من المستخدمين الخبراء وبالنسبة للأشخاص الذين ليسوا على دراية مجال معين في علوم الحياة: وعلى وجه الخصوص، توفر واجهة جديدة على الشبكة العالمية وتوفر التوجيه البصري للوافدين الجدد إلى إكسباسي.

## التاريخ
كان إكسباسي أول موقع لعلوم الحياة.
اعتبارا من 5 أبريل 2007، وقد تم استشارة إكسباسي بليون مرة منذ تركيب ITS في 1 أغسطس 1993.

## الملاحظات والمراجع
1. ↑  Gasteiger، E.؛ Gattiker، A؛ Hoogland، C؛ Ivanyi، I؛ Appel، RD؛ Bairoch، A (2003). "ExPASy: The proteomics server for in-depth protein knowledge and analysis". Nucleic Acids Research. ج. 31 ع. 13: 3784–8. DOI:10.1093/nar/gkg563. PMC:168970. PMID:12824418.
2. ↑  ExPASy: SIB Bioinformatics Resource Portal نسخة محفوظة 30 يناير 2018 على موقع واي باك مشين.

## الروابط الخارجية
- ExPASy الموقع